# 蓝罂粟
藍罌粟（学名：Meconopsis betonicifolia），又名藿香叶绿绒蒿，为罂粟科绿绒蒿属下的一种直立草本，高30-90厘米。叶卵状披针形，花頂生，呈蓝色或紫色，結蒴果。其花果期為每年6至11月。它主要分佈中國云南西北部、西藏东南部及緬甸北部。
蓝罂粟因其美丽的外表而被引入园林，但由于过度开发，野生蓝罂粟越来越少。雌雄同体的花朵在春末夏初绽放，吸引蜜蜂和蝴蝶等授粉者，这对异花授粉和遗传多样性至关重要。这种植物的生命周期长达两到三年，在种子发芽后的第二年或第三年开花。种子随风飘散后，可存活数年。

## 外部連接
- 维基共享资源上的相關多媒體資源：Meconopsis betonicifolia